# Tampereen Isku-Volley
Tampereen Isku-Volley – fiński męski klub siatkarski z Tampere założony w 1911 roku.

## Nazwy klubu
- do 1993 – Rantaperkion Isku Tampere
- od 1993 – Tampereen Isku-Volley

## Medale, tytuły i trofea
- Mistrzostwo Finlandii (6)
- Wicemistrzostwo Finlandii (8)
- Puchar Finlandii (3)

## Skład na sezon 2009/2010
Trener:  Jussi Heino
| Numer | Imię i nazwisko | Narodowość | Data urodzenia | Wzrost (cm) | Pozycja      | Reprezentacja |
| 1     | Anssi Vesanen   | Finlandia  | 21.02.1980     | 202         | środkowy     |               |
| 2     | Pauli Roininen  | Finlandia  | 23.01.1991     |             | przyjmujący  |               |
| 3     | Petri Lignell   | Finlandia  | 11.02.1975     | 180         | przyjmujący  |               |
| 4     | Ossi Heino      | Finlandia  | 11.05.1983     | 188         | rozgrywający |               |
| 5     | Sami Juvonen    | Finlandia  | 19.11.1966     | 190         | rozgrywający |               |
| 6     | Hannes Mattila  | Finlandia  | 20.06.1989     | 187         | rozgrywający |               |
| 7     | Jouni Mahlamäki | Finlandia  | 30.04.1983     | 188         | libero       |               |
| 8     | Sauli Sinkkonen | Finlandia  | 14.09.1989     | 199         | atakujący    |               |
| 9     | Tuomas Tihinen  | Finlandia  | 26.12.1979     | 197         | przyjmujący  |               |
| 10    | Joni Mikkonen   | Finlandia  | 13.06.1986     | 194         | przyjmujący  |               |
| 13    | Sauli Silpo     | Finlandia  | 09.04.1983     | 202         | środkowy     |               |
| 14    | Saku Sinkkonen  | Finlandia  |                |             | przyjmujący  |               |
| 18    | Tommi Roininen  | Finlandia  | 01.02.1984     | 186         | libero       |               |